# Ritchey Design
Ritchey Design Inc. ist ein US-amerikanischer Hersteller von Fahrradkomponenten, gegründet und geleitet von Tom Ritchey.
Tom Ritchey  begeisterte sich Anfang der 1970er Jahre für Fahrräder und gestaltete einige der ersten Mountainbike-Rahmen für US-Hersteller. Der Fahrradrahmenbauer und Designer gilt zusammen mit Joe Breeze und Gary Fisher als Erfinder des Mountainbikes. Ritchey fuhr selbst Mountainbike- und Straßenrennen und versuchte aus eigenem Interesse heraus, leichtere und stärkere Komponenten zu entwickeln.
Viele Innovationen an Mountainbikes gehen auf Ritchey Design zurück, wie zum Beispiel die schon von Rennrädern bekannten Klickpedale, heute konzentriert sich das Unternehmen auf den Bau von Fahrradteilen für Straßenräder und Mountainbikes und auf das Entwerfen und Herstellen von Fahrradrahmen hauptsächlich aus Stahl.
Ritchey exportiert in über 40 Länder weltweit, in Deutschland hat es das Sponsoring der Ritchey MTB Challenge vom ehemaligen Sponsor TREK übernommen.

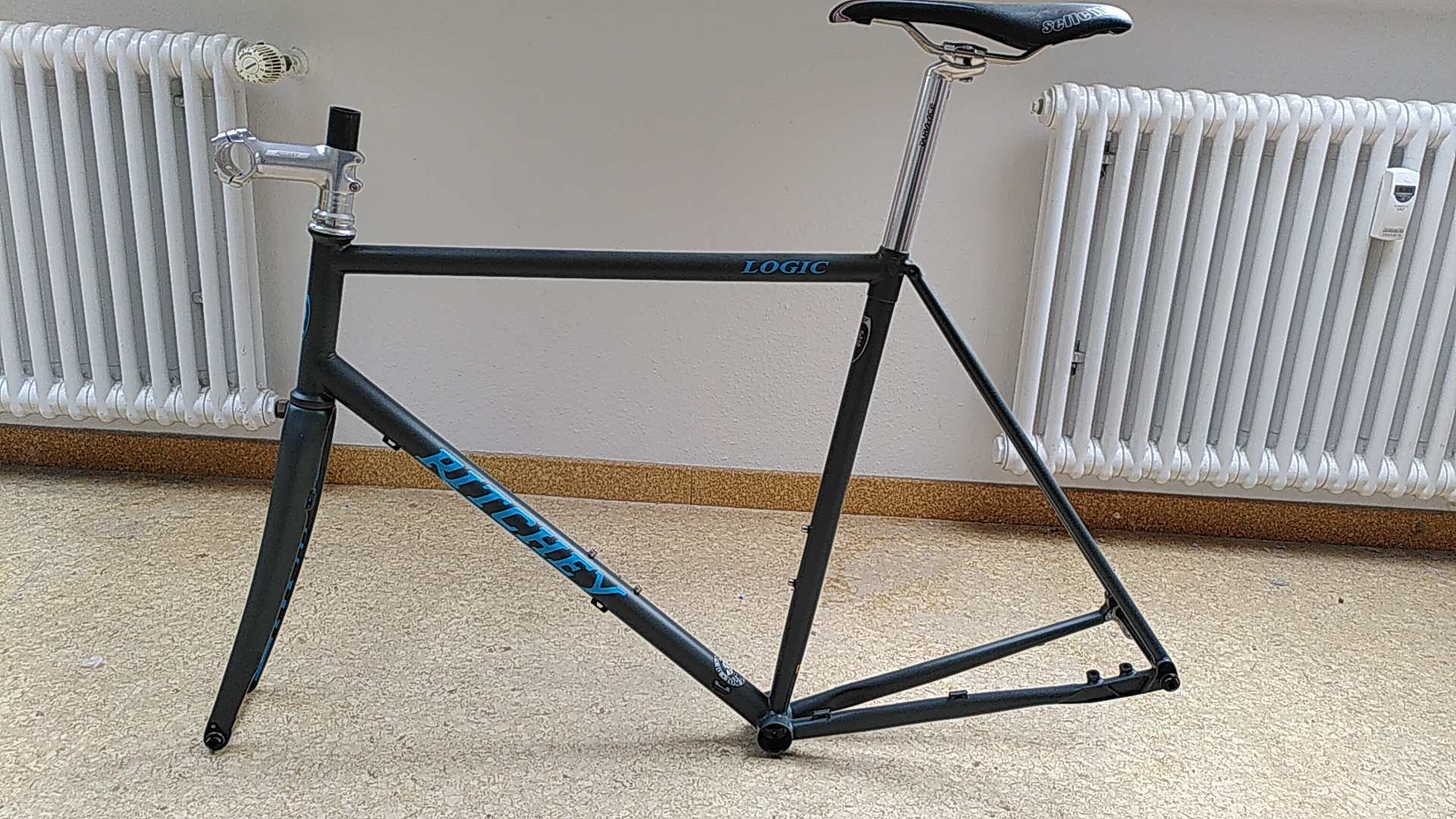
Ritchey logic Rennradrahmen für Scheibenbremsen von 2020
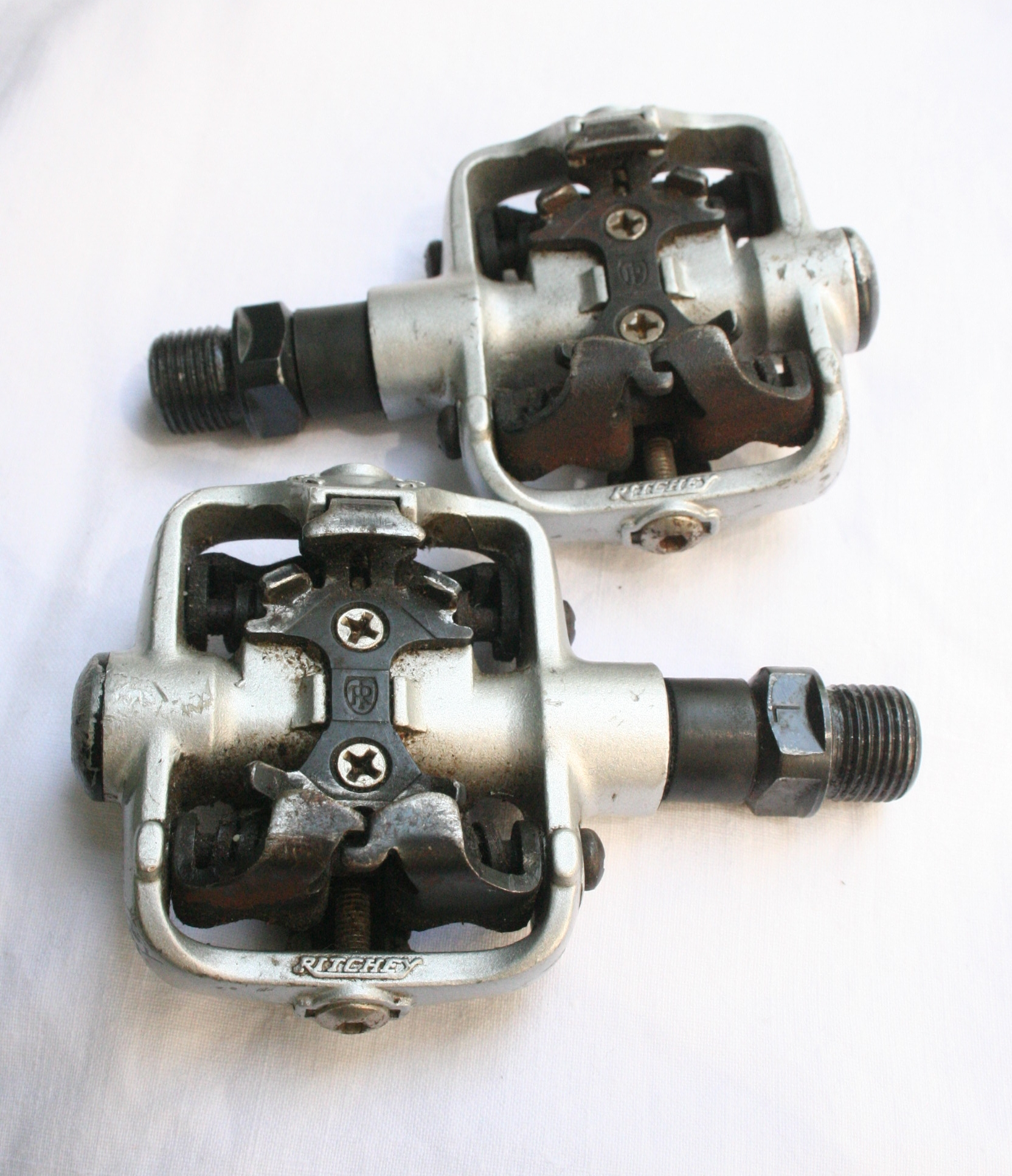
Ritchey-Montainbike-Klickpedale
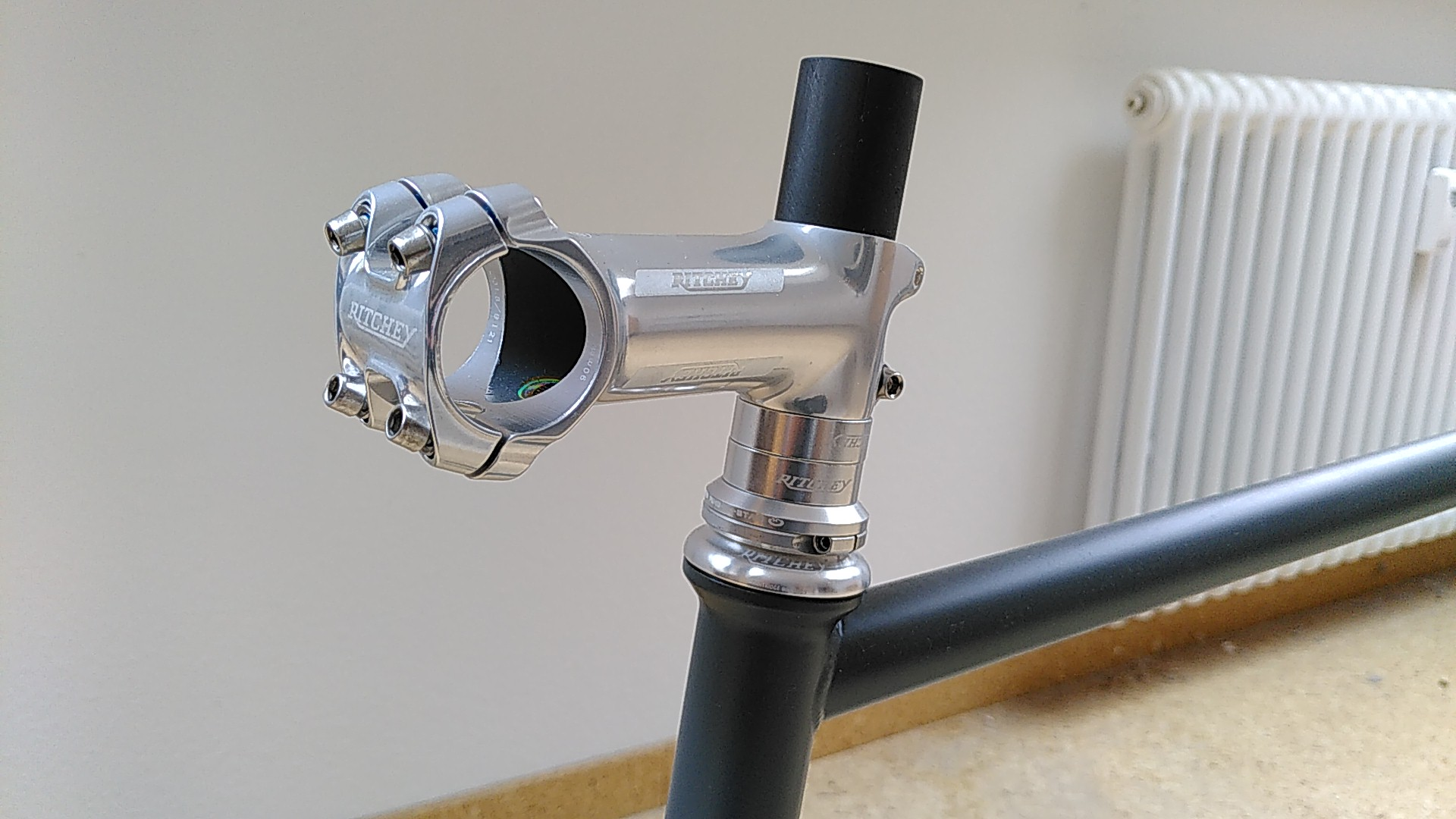
Ritchey Classic Vorbau